# Aurivilliusite
La aurivilliusite è un minerale. Fu così chiamato in onore della cristallografa svedese Karin Aurivillius.